# Associazione Calcio Sangiustese 2008-2009
Questa pagina raccoglie le informazioni riguardanti l'Associazione Calcio Sangiustese nelle competizioni ufficiali della stagione 2008-2009.

## Rosa
| N. |                   | Ruolo | Calciatore                  |
| -- | ----------------- | ----- | --------------------------- |
|    | Italia (bandiera) | A     | Bernardes Rodriguez Adriano |
|    | Italia (bandiera) | D     | Giuseppe Aquino             |
|    | Italia (bandiera) | D     | Luca Arcolai                |
|    | Italia (bandiera) | D     | Luca Bordoni                |
|    | Italia (bandiera) | A     | Vincenzo Bove               |
|    | Italia (bandiera) | D     | Andrea Carboni              |
|    | Italia (bandiera) | C     | Alberto Maria Carelli       |
|    | Italia (bandiera) | C     | Elias Carlini               |
|    | Italia (bandiera) | D     | Paolo Chiavaroli            |
|    | Italia (bandiera) | A     | Marco Di Crescenzo          |
|    | Italia (bandiera) | A     | Giorgio Galli               |
|    | Italia (bandiera) | C     | Guido Galli                 |
|    | Italia (bandiera) | A     | Fabio Gentili               |
|    | Italia (bandiera) | A     | Ciro Iazzetta               |

| N. |                      | Ruolo | Calciatore          |
| -- | -------------------- | ----- | ------------------- |
|    | Italia (bandiera)    | C     | Samuel Ledda        |
|    | Argentina (bandiera) | C     | Julián Magallanes   |
|    | Italia (bandiera)    | A     | Francesco Mancini   |
|    | Italia (bandiera)    | C     | Matteo Monti        |
|    | Italia (bandiera)    | P     | Daniel Pandolfi     |
|    | Italia (bandiera)    | C     | Luca Pigini         |
|    | Italia (bandiera)    | A     | Ranieri Pirro       |
|    | Italia (bandiera)    | C     | Alessandro Polinesi |
|    | Italia (bandiera)    | P     | Alessio Recchi      |
|    | Italia (bandiera)    | C     | Fabio Rovrena       |
|    | Italia (bandiera)    | C     | Leonardo Saltari    |
|    | Italia (bandiera)    | C     | Daniele Vitali      |
|    | Italia (bandiera)    | A     | Pretisor Voinea     |